# Parafia św. Wawrzyńca w Zarębach
Parafia pw. świętego Wawrzyńca w Zarębach – parafia rzymskokatolicka należąca do dekanatu Chorzele, diecezji łomżyńskiej, metropolii białostockiej. Erygowana w XVII wieku. Jest prowadzona przez księży diecezjalnych.

## Historia
Parafia powstała w XVII wieku. Nie zachował się jednak dokument erekcyjny. W aktach wizytacyjnych z 1817 podano, że akta metrykalne prowadzono od 1686. W 1781 parafia liczyła 881 mieszkańców, w tym 25 Żydów. Do parafii należały wówczas: Zaręby, Binduga, Krukowo, Nowa Wieś, Rzodkiewnica, Rawki, Skuze i Wierzchowizna. W 1912 trzy ostatnie wsie odłączono od parafii i włączono do parafii Brodowe Łąki. W 1992 z czterech wsi dawnej parafii Zaręby stworzono parafię w Krukowie.
Papież Jan Paweł II bullą Totus Tuus Poloniae Populus z 25 marca 1992 przeniósł parafię Zaręby w dekanacie przasnyskim i diecezji płockiej do dekanatu chorzelskiego w diecezji łomżyńskiej.
Odpusty są obchodzone w dniu Matki Boskiej Różańcowej 7 października i we wspomnienie św. Wawrzyńca 10 sierpnia.
Wydawana jest gazetka parafialna.

## Zabudowania parafialne

### Kościół
Pierwszy kościół powstał w XVII wieku dzięki staroście ciechanowskiemu Janowi Zielińskiemu. W 1705 kościół spalili Szwedzi. W 1730 zbudowano drugi kościół, ale przetrwał tylko około 40 lat. Obecna świątynia powstała w 1775 dzięki fundacji Antoniego Zielińskiego, chorążego zawkrzańskiego. Jest wpisana do rejestru zabytków (nr rej. A-379 z 3 lipca 1956).
Cmentarz przykościelny, na którym stoją kościół i dzwonnica, jest ogrodzony murem. Brama główna znajduje się w zachodnim boku ogrodzenia, a w narożu południowo-zachodnim i południowo-wschodnim znajdują się bramki. Wokół kościoła rosną lipy, m.in. pomniki przyrody.

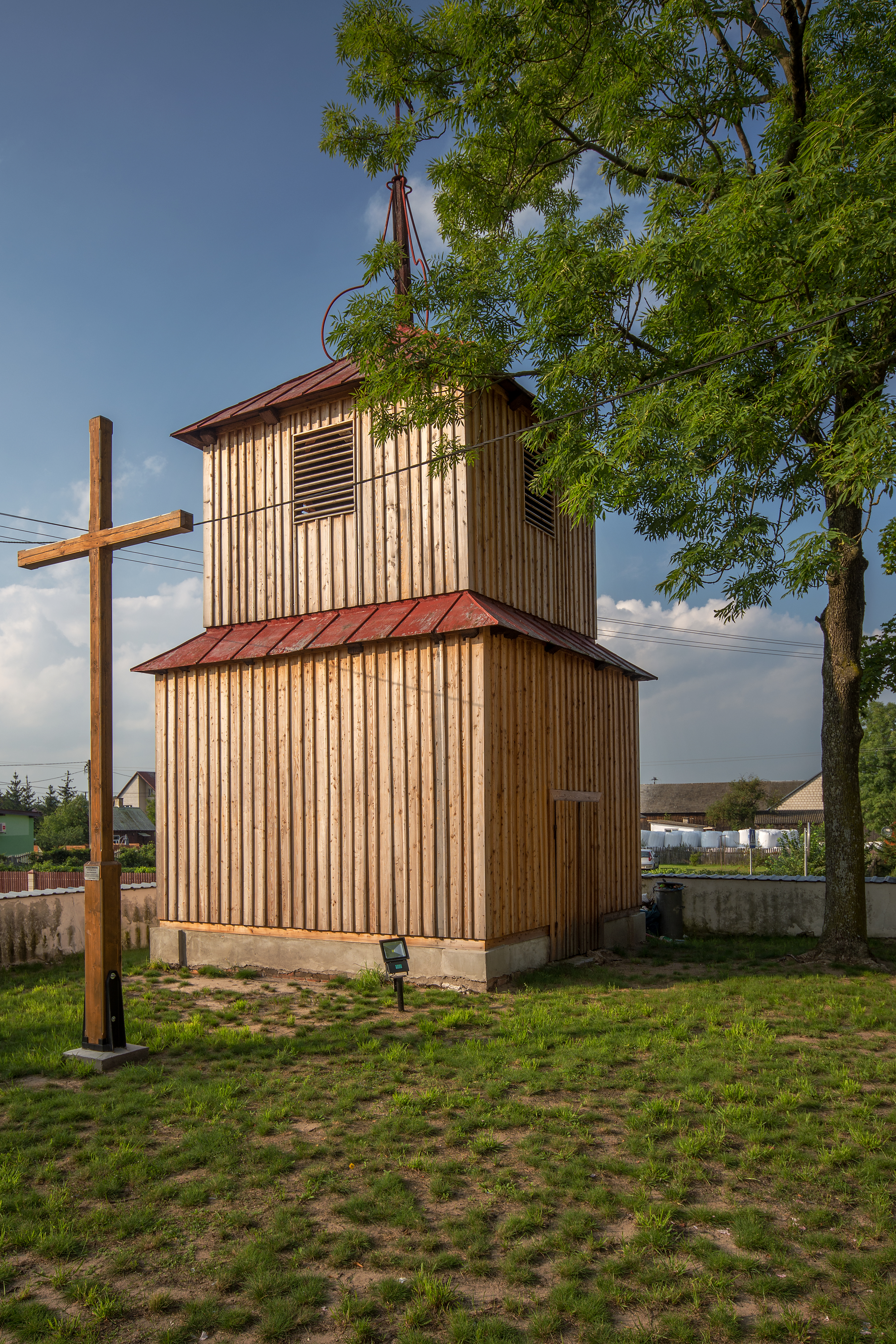
Dzwonnica i krzyż misyjny

### Dzwonnica
Wystawiono ją w 1775 w stylu ludowym. Stoi w południowo-zachodniej części cmentarza przykościelnego, w narożniku ogrodzenia. Jest drewniana, na ceglanej otynkowanej podmurówce. Ściany są w konstrukcji słupowej wzmocnione ryglami i zastrzałami. Dzwonnica jest szalowana zewnątrz za pomocą pionowo ułożonych szerokich desek. Więźba dachowa jest krokwiowo-jętkowa. Dzwonnicę przykrywa namiotowy czteropołaciowy kryty blachą dach. Dach wieńczy drewniana wysoka sterczyna z metalowym krzyżem. Otwory na dzwony są kwadratowe. Drzwi prowadzące do budynku umieszczono na wschodniej ścianie, są drewniane, prostokątne, spągowe, dwuskrzydłowe i oszalowane pionowymi listwami. Dzwonnica jest dwukondygnacyjna, górna kondygnacja jest węższa. Kondygnacje oddziela okapowy daszek kryty blachą. W każdej ścianie w górnej kondygnacji wybito kwadratowy otwór dzwonowy obramiony zdobionymi deskami i dwoma mieczami. Konstrukcja podtrzymująca dzwon wykonana jest z drewnianych bali. Schody na drugą kondygnację są drewniane i drabinowe. Dzwonnica ma wysokość około 8 m. Kubatura budynku to ok. 220 m³, a powierzchnia użytkowa wynosi 26 m². Dzwonnica stoi na planie kwadratu o boku długości 5 m.
Dzwonnica figuruje w rejestrze zabytków (nr rej. A-379 z 3 lipca 1956).

### Plebania
Została zbudowana w 1925. Znajduje się na zachód od kościoła. Na zachód od plebanii postawiono zabudowania gospodarcze i nową murowaną plebanię. Stara plebania jest drewniana, konstrukcji zrębowej, oszalowana, bez piwnicy. Podmurówkę wykonano z kamieni polnych, jest otynkowana. Więźba dachowa jest krokwiowo-płatwiowa, dwustolcowa. Drewniane podłogi leżą na legarach. Dach jest pokryty ocynkowaną blachą. Budynek na planie prostokąta, dwutraktowy, od północy z gankiem. Jest jednokondygnacyjny, nakryty dwuspadowym naczółkowym dachem. Do plebanii prowadzą jedno- i dwuskrzydłowe drzwi, a okna są dwuskrzydłowe i trójdzielne. Północna, frontowa elewacja budynku jest siedmioosiowa, symetryczna, z gankiem, do którego prowadzą dwuskrzydłowe przeszklone drzwi. Okna ganku są wielokwaterowe. Nad gankiem w dachu umieszczono jednoosiową lukarnę. Elewacja południowa jest pięcioosiowa, zachodnia dwuosiowa z oknami w parterze i jednym oknem w szczycie. Elewacja wschodnia jest czteroosiowa z przybudówką z dużymi kwadratowymi oknami z podziałami. Przybudówka jest nakryta dachem pulpitowym, nad nią okno w szczycie. Okna w ścianach plebanii są dwuskrzydłowe z nadślemiem. We wnętrzu zachował się pierwotny układ przestrzenny. Kubatura budynku to 500 m³, a powierzchnia użytkowa wynosi 165 m². Od 1996 plebania jest niezamieszkana.

## Obszar parafii
W granicach parafii znajdują się miejscowości:
- Zaręby,
- Kwiatkowo,
- Mącice[1].

## Duchowieństwo

### Proboszczowie
- ks. Tomasz Rutkowski[12]
- ks. Józef Matusiak (1925–1939)[13]
- ks. Leon Gutkowski (1939–1941)[14]
- ks. Kazimierz Kownacki (1945–1951)
- ks. Kazimierz Rukat (1951–1967)[13]
- ks. Stanisław Marszał (1967–1995)[12]
- ks. Antoni Mierzejewski (1995–2000)[13]
- ks. Walenty Bryc (2000–2012)[13]
- ks. Janusz Malinowski (2012–2019)[15]
- ks. Zbigniew Pruszyński (od 2019)[1][13]

### Księża pochodzący z parafii
- ks. Józef Pac SAC (1985)
- ks. Kazimierz Pac (1987)
- ks. Andrzej Majewski (1988)
- ks. Marek Dąbkowski MIC (1989)
- ks. Roman Kulasik (1994)
- ks. Kazimierz Majewski (1994)
- ks. Wiesław Pawłowski TChr (1995)
- ks. Arkadiusz Suchowiecki (2010)[13].